# Walter Korodi
Walter Korodi (* 8. Juli 1902 in Sächsisch Reen, Siebenbürgen, Österreich-Ungarn; † 1983) war ein deutscher Journalist, Publizist und politischer Aktivist.

## Leben

### Frühes Leben
Korodi wurde als Sohn des Lehrers Lutz Korodi und der Therese Hermann in Siebenbürgen geboren, wo er zur deutschen Minderheit gehörte. 1904 siedelte die Familie nach Deutschland über und ließ sich in Berlin nieder. Korodi besuchte das Helmholtz-Realgymnasium bis zur Obertertia. Anschließend wurde er in das Königlich Preußische Kadettenkorps in Karlsruhe gegeben. Später wurde er zum Hauptkadettenkorps in Lichterfelde versetzt. Dieses verließ er nach der Revolution vom November 1918 und studierte anschließend das Hüttenfach und Nationalökonomie, ohne das Studium abzuschließen.
Während der bürgerkriegsähnlichen Wirren der Jahre 1918/1919 gehörte Korodi dem Freikorps Reinhard an, mit dem er sich an der Bekämpfung der Spartakisten-Aufstände beteiligte. Die Unter- und Oberprima und das Abitur absolvierte Korodi auf dem Gymnasium in Sigisorva in Siebenbürgen, wohin sein Vater zum Staatssekretär für die deutschen Minderheiten in Rumänien berufen worden war. Später kehrte die Familie wieder nach Berlin zurück.
Korodi studierte an der Bergakademie Clausthal, die Technische Hochschule Charlottenburg und der Universität Berlin, ohne das Studium abzuschließen. Während des Studiums wurde er Mitglied der Burschenschaft Schlägel und Eisen Clausthal. Aus dieser schied er in den 1930er Jahren aus. 1952 warnte die Burschenschaft mit einer Anzeige in den Burschenschaftlichen Blättern vor Korodi, der sich wohl weiterhin als Mitglied ausgab.
Er wandte sich politischer und publizistischer Arbeit zu. Das Hauptgebiet, dem er sich zunächst widmete, waren die Auswirkungen des Versailler Vertrages von 1919. Als Angehöriger des Stahlhelm trat Korodi in zahlreichen Versammlungen als Propagandaredner in ganz Deutschland auf.
Seit Ende der 1920er Jahre schrieb Korodi als Journalist in Berlin für die rechtskonservative Deutsche Zeitung sowie für die Berliner Börsen-Zeitung (BBZ). Einzelne Beiträge veröffentlichte er später auch in der der Deutschnationalen Volkspartei (DNVP) nahestehenden Zeitung Reichsbote sowie im Völkischen Beobachter der Nationalsozialisten.
Weitreichendes Aufsehen erregte Korodi seit 1927 durch seine im Auftrag des Stahlhelm erfolgte aggressive Agitation gegen das der Sozialdemokratie nahestehende Reichsbanner Schwarz-Rot-Gold. Anlass für diese Betätigung war die von Emil Julius Gumbel und Berthold Jacob im Auftrag der Deutschen Liga für Menschenrechte veröffentlichte Broschüre Deutschlands Geheime Rüstungen, in der die heimliche Aufrüstung der Reichswehr publik gemacht wurde und an der auch prominente Reichsausschussmitglieder des Reichsbanners mitgearbeitet hatten. Getragen und unterstützt durch den Stahlhelm, einen rechtsgerichteten Verband von Veteranen des Ersten Weltkrieges, bereiste Korodi in den nächsten Jahren das gesamte Reichsgebiet, um Stimmung gegen das Reichsbanner zu machen, indem er auf Kundgebungen und Massenversammlungen breiten Massen seine Thesen vom Charakter des Reichsbanners als einer Organisation von Volksverrätern und Erfüllungsgehilfen der Siegermächte des Ersten Weltkrieges darlegte. Im Gefolge dieser Reisetätigkeit veröffentlichte Korodi auch eine Reihe von Schmähschriften gegen das Reichsbanner, die großen Absatz fanden.
1932 wurde Korodi Leiter der der DNVP nahestehenden „Nationalen Abwehrstelle gegen bolschewistische Umtriebe“. Während dieser Zeit will er dem Kreis um Kurt von Schleicher nahegestanden haben.
Dem Machtantritt der Nationalsozialisten stand Korodi als Antikommunist zunächst positiv gegenüber. Im Februar 1933 leitete er die Besetzung der Wohnung des SAPD-Politikers Max Seydewitz durch die SA und zum 1. Mai 1933 trat er selbst in die NSDAP ein (Mitgliedsnummer 2.644.609).
Bald danach geriet Korodi mit dem Regime in Schwierigkeiten. Im Juni 1934 wurde er wegen unbekannten Aufenthaltes wieder aus der Mitgliederkartei der NSDAP gestrichen.

### Inhaftierung und Emigration
Im August 1934 wurde Korodi im Rahmen der Röhm-Affäre für einige Wochen im Berliner Columbia-Haus inhaftiert, weil er seine Kompetenzen überschritten hatte. Nach seiner Freilassung emigrierte er 1935 in die Schweiz. Dort wurde er am 15. Oktober 1935 als politischer Flüchtling anerkannt. Am 24. Oktober 1935 wurde er wegen Hotelbetruges in Haft genommen. Das Strafverfahren wurde nach Begleichung eines Teils seiner Schulden eingestellt.
1936 veröffentlichte Korodi in der Schweiz anonym das Buch Ich kann nicht schweigen!. Bei diesem Werk handelte es sich um eine politische Abrechnung mit dem NS-Staat in Form einer publizistischen Anklageschrift, in der Korodi zahlreiche angebliche Geheimnisse über die nationalsozialistischen Machthaber, ihr Vor- und Privatleben und ihre kriminellen Aktivitäten, von denen er aufgrund seiner Stellung vor seiner Flucht Kenntnis zu haben behauptete, öffentlich machte. Das vermeintliche Enthüllungsbuch fand seinerzeit starke Resonanz in der internationalen Presse. Bis heute ist nicht bis ins Letzte geklärt ist, welche der in Korodis Buch enthaltenen Angaben authentisch und welche zusammenspekuliert oder frei erfunden sind.
Am 1. April 1936 reiste Korodi nach Österreich aus. Die eidgenössische Fremdenpolizei verhängte zu dieser Zeit eine Einreisesperre auf 4 Jahre gegen ihn, da er unbezahlte Schulden hinterlassen hatte. Am 17. Oktober 1937 reiste er zwecks Durchreise nach Frankreich erneut in die Schweiz ein und blieb dort knapp 1 Jahr unangemeldet in Neu-Allschwil.
In Deutschland wurde Korodi im Juli 1938 ausgebürgert und dies im Reichsanzeiger bekanntgegeben. Aus der NSDAP war er bereits im Sommer 1934 ausgeschlossen worden.
Infolge seiner Ausbürgerung in Deutschland wurde Korodi in der Schweiz von der Bundesanwaltschaft als politischer Flüchtling anerkannt und vorläufiger Toleranzaufenthalt bewilligt. Ende 1939 verbot die Fremdenpolizei des Kantons Zürich das Betreten des Kantonsgebietes und am 10. Dezember 1940 die bernische Fremdenpolizei. Anfang 1941 meldete Korodi sich als Emigrant.
1940 veröffentlichte Korodi unter dem Pseudonym Hansjürgen Koehler im Londoner Verlag Pallas Publication das Buch Inside the Gestapo: Hitler's shadow over the world. Nach den Erkenntnissen des Historikers Rainer Orth handelt es sich bei Teilen dieses Buches um ein Plagiat eines Manuskriptes, das Heinrich Pfeifer 1940 beim Pallas-Verlag mit der Bitte um Veröffentlichung eingereicht hatte. Das gab Pfeifer in einem Schreiben vom 2. Juni 1942 an die Staatsanwaltschaft Basel an.
Am 15. Januar 1942 wurde Korodi von der Eidgenössischen Polizeiabteilung interniert. Grund hierfür war, dass er erhebliche Schulden bei Privatpersonen und Hotels gemacht hatte, die er nicht beglichen hatte, sowie dass er ohne Genehmigung in erheblichem Umfang gegen Bezahlung gearbeitet hatte. Infolgedessen wurde er in der in Bellechasse im Kanton Fribourg untergebracht. Eine am 16. Januar 1942 ausgesprochene dauerhafte Ausweisung aus der Schweiz wegen fremdenpolizeilichen Vergehens konnte kriegsbedingt nicht vollstreckt werden.
Am 8. September 1942 floh Korodi aus dem Interniertenlager Sugiez/Les Vernes, angeblich um den Bundesanwalt Balsinger in Bern aufzusuchen und ihm über die Misshandlung von Internierten in Sugiez zu berichten. Am 10. September 1942 wurde Korodi in Bern ausfindig gemacht und verhaftet. Er verbrachte nach einer mehrwöchigen Untersuchungshaft ab dem 16. Oktober 1942 einige Monate in der geschlossenen Strafanstalt Lenzburg. Danach wurde ihm Davos-Dorf als Zwangsaufenthaltsort zugewiesen.
Bei Kriegsende wurde Korodi von der kantonalen Polizeidirektion Zürich aus der Schweiz ausgewiesen und am 5. Oktober 1945 über Schaffhausen aus der Schweiz ausgeschafft.

### Nachkriegszeit
Nach dem Zweiten Weltkrieg führte Korodi bis in die 1960er Jahre ein unstetes Leben als freischaffender Schriftsteller und Geschäftemacher. Er selbst bezeichnete sich zu dieser Zeit als "wirtschaftspolitischer Publizist".
In den 1940er und 1950er Jahren fiel Korodi wiederholt aufgrund von Gerichtsverfahren auf, in denen er sich wegen Vorwürfen verantworten musste, die ihm Betrugsdelikte zur Last legten.
Im Oktober 1947 wurde Korodi von einem Schweizer Gericht wegen Betruges in zwei Fällen sowie Veruntreuung in einem Falle zu acht Monaten Gefängnis, getilgt durch austgestandene Untersuchungshaft von neun Monaten, verurteilt. Hintergrund war, dass er 1941 zwei Schweizer Bürgern und einer Emigrantin während der Kriegsjahre dazu veranlasst hatte, ihm größere Geldsummen als Darlehen zur Verfügung zu stellen, damit er imstande sei, eine fremdenpolizeiliche Kaution zu hinterlegen, um sich vor einer zwangsweisen Zurückversetzung in ein Flüchtlingslager zu bewahren.
Das Bernische Obergericht verurteilte Korodi mit Urteil vom 27. Mai 1949 wegen Betrugs und Zechprellerei zu 2,5 Jahren Gefängnis und 15 Jahren Landesverweisung. Die Schweizer Behörden charakterisierten ihn noch in den 1960er Jahren in ihrem internen Schriftwechsel als "Betrüger und Hochstapler".
In Lörrach wurde Korodi wegen Betruges in drei Fällen verurteilt.
Am 12. August 1953 wurde Korodi in Köln wegen Betrugsverdachtes verhaftet (ihm wurde vorgeworfen, die Miete für Zimmer, in die er sich einquartiert hatte, nicht gezahlt zu haben, um schließlich heimlich abzureisen). Daraufhin wurde er noch im selben Jahr wegen Rückfallbetruges (Hochstapelei) zu einer Haftstrafe von sechs Monaten verurteilt. In der Berufungsverhandlung im Mai 1954 verwarf die 4. Große Strafkammer in Köln die Berufungen Korodis und der Staatsanwaltschaft und bestätigte die ergangene Haftstrafe gegen Korodi von sechs Monaten, wobei seine Verfehlung nun als "fortgesetzter Betrug" anstatt Rückfallbetrug charakterisiert wurde.

## Ehe und Familie
Korodi war zweimal verheiratet. In erster Ehe mit Ruth Kuczera (* 12. April 1912 in Breslau).

## Schriften
- Fort mit dem Reichsbanner! - Genug mit der Reichswehrhetze!, 1927.
- Das Reichsbanner Schwarz-Rot-Gold, 1928.
- Gottlosenpropaganda der Sozialdemokratie durch die Schuld des Zentrums, 1932.
- Ich kann nicht schweigen, Vorwort des Verlages. Mit einem Gutachten von a. Staatsanwalt Dr. E. Zürcher, Europa Verlag, Zürich 1936. (anonym veröffentlicht)
- Inside the Gestapo – Hitler's shadow over the world. Pallas Publishing Corporation, London 1940. (unter dem Pseudonym Hansjürgen Koehler)
- Inside information – The truth about Germany, Pallas Publishing Corporation, London 1940. (unter dem Pseudonym Hansjürgen Koehler) (unter gleichem Titel 1941 in Shanghai; Übersetzung: Nazi-praktijken - de waarheid omtrent Duitsland. Batavia, Unie Bibliotheek, 1940)
- "Wie lange noch? Deutsche unter Ausnahmerecht", in: Die Tat vom 21. September 1963.